# Cereus alex-bragae
Cereus alex-bragae es una especie de planta suculenta perteneciente al género Cereus, dentro de la familia Cactaceae. Es endémica del centro oeste de Brasil, concretamente del estado de Goiás. 

## Descripción

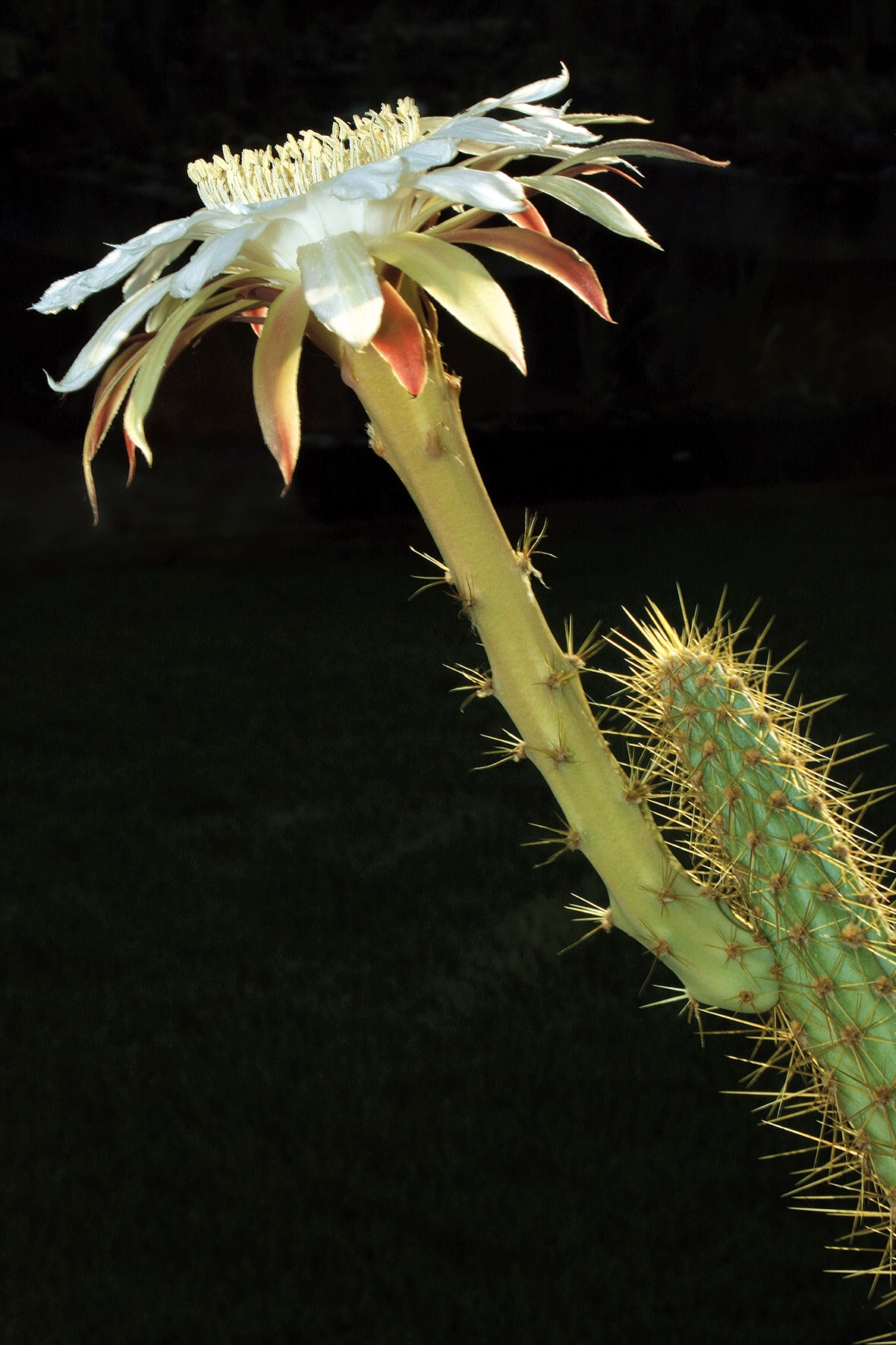
Cereus alex-bragae

Cereus alex-bragae es una especie de cactus que crece como un arbusto débilmente ramificado. Los tallos son erguidos y tienen la epidermis de color verde azulado. Son cilíndricos y estrechos, midiendo unos 3 cm de grosor y aproximadamente 50 cm de largo. 
Presentan de 7 a 10 costillas romas sobre las que se asientan areolas lanudas. Tienen hasta 40 espinas finas y amarillentas, parecidas a agujas. 

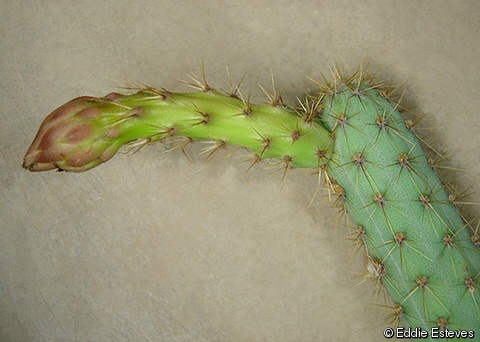
Detalle del tallo y las espinas

Las flores sólo se abren por una noche y suelen desarrollarse en la sección superior del tallo. Crecen hasta 17 cm de largo y tienen forma de embudo delgado. El pericarpelo y el tubo floral son verdosos y están cubiertos de areolas y espinas. Las brácteas están muy extendidas y son de color blanco.
Los frutos son amarillos, espinosos y su forma va de ovalada a oblonga. Tienen la pulpa jugosa y presentan restos florales adheridos. En su interior contienen semillas grandes, de color negro y llenas de bultos.

## Distribución y hábitat
El área de distribución nativa de esta especie es el centro oeste de Brasil (concretamente en el estado brasileño de Goiás) y crece principalmente en el bioma tropical estacionalmente seco.
La especie habita sobre suelos arenosos de afloramientos graníticos, a elevaciones de 500 metros sobre el nivel del mar.

## Taxonomía
La primera descripción de esta especie fue como Estevesia alex-bragae, publicada en 2009 por los botánicos Pierre Josef Braun y Eddie Esteves Pereira en la revista científica Kakteen und andere Sukkulenten 60: 64.
Más tarde, el botánico Matias Köhler trasladó la especie al género Cereus, por lo que pasó a llamarse Cereus alex-bragae. Registró estos cambios en la revista científica Phytotaxa 641: 240, publicada en 2024.
Etimología
- Cereus: nombre genérico que deriva del término latíno cereus (que se traduce como 'vela' o 'cirio'), haciendo alusión a su forma alargada perfectamente recta.[5]
- alex-bragae: epíteto específico otorgado en honor al brasileño aficionado a los cactus Alexander Braga Nascimento.[6]

## Estado de conservación
En la Lista Roja de Especies Amenazadas de la UICN, la especie está clasificada como de “En Peligro Crítico (CR)”.
La principal amenaza que sufre la especie se debe a la conversión de las tierras para la plantación de soja.

## Usos
Se cultiva principalmente como planta ornamental y su propagación se realiza a través de esquejes o semillas.